# Takashi Irie
Takashi Irie, född den 10 maj 1958 i Ibaraki, Japan, är en japansk brottare som tog OS-silver i lätt flugviktsbrottning i fristilsklassen 1984 i Los Angeles.